# Aurora Bautista
Aurora Bautista (Villanueva de los Infantes, 15 oktober 1925 – Madrid, 27 augustus 2012) was een Spaans actrice. Bautista speelde voornamelijk in films van onder meer Juan de Orduña, Miguel Picazo en José Luis García Sánchez.

## Films
- 1948 - Locura de amor
- 1950 - Pequeñeces
- 1950 - Agustina de Aragón
- 1953 - Condenados
- 1959 - El marido
- 1959 - Sonatas
- 1963 - La Tía Tula
- 1969 - Pepa Doncel
- 1969 - Gangster's Law
- 1985 - Extramuros
- 1987 - Divinas palabras
- 1988 - Amanece, que no es poco
- 1999 - Adiós con el corazón